# Stazione di Francoforte sul Meno Aeroporto Regionale
La stazione di Francoforte sul Meno Aeroporto Regionale (in tedesco Frankfurt am Main Flughafen Regionalbahnhof) è una stazione di Francoforte sul Meno, in Germania, situata in prossimità dell'aeroporto della città.
Collega l'aeroporto con le città della regione metropolitana Reno-Meno mediante i treni della S-Bahn Reno-Meno e della Regionalbahn. Un'altra stazione situata nelle vicinanze è invece servita dai treni ad alta velocità ICE.
La stazione è stata aperta il 14 marzo 1972 contemporaneamente al nuovo terminal 1 dell'aeroporto. Dal 1982 al 1993 è stata servita dal Lufthansa Airport Express che collegava l'aeroporto a Düsseldorf e Stoccarda; è stata anche servita da treni Intercity fino all'apertura della stazione dedicata ai treni a lunga percorrenza.
Si trova sottoterra e dispone d 3 binari passanti, dei quali il 1º dispone di banchina laterale mentre gli altri due sono serviti da una banchina centrale.